# Нигде
Нигде (тур. Niğde) је град у Турској у вилајету Нигде. Према процени из 2009. у граду је живело 100.418 становника.

## Становништво
Према процени, у граду је 2009. живело 100.418 становника.
| 1990.  | 2000.  |
| ------ | ------ |
| 55.035 | 78.088 |